# Chřibská
Chřibská település Csehországban, Děčíni járásban. Chřibská Kytlice, Doubice, Jetřichovice, Krásná Lípa, Kunratice, Česká Kamenice és Rybniště településekkel határos. Lakosainak száma 1341 fő (2024. január 1.).

## Népesség
A település lakosságának változását az alábbi diagram mutatja:
| Lakosok száma | 5777 | 5095 | 4463 | 1673 | 1610 | 1381 | 1369 | 1349 | 1353 | 1341 |
|               | 1869 | 1900 | 1921 | 1961 | 1980 | 2011 | 2016 | 2019 | 2021 | 2024 |